# I Still Believe
Ne doit pas être confondu avec I Still Believe (film).
Singles de Brenda K. Starr
Breakfast in Bed What You See Is What You Get
(1988)
I Still Believe est une ballade pop interprétée par Brenda K. Starr. Le titre est écrit par Antonina Armato, Giuseppe Cantarelli et composé par Eumir Deodato. La chanson est également reprise par Mariah Carey en 1998 pour son premier best-of Number 1's, paru la même année. La chanson est également reprise par la chanteuse Sandy Lam.

## Version de Brenda K. Starr
Ce titre est le second single extrait du second album éponyme de Brenda K. Starr, sortit le 17 février 1988.  Le titre est écrit par Antonina Armato, Giuseppe Cantarelli et composé par Eumir Deodato. La chanson est la plus connue de Brenda K. Starr. La chanson s'inspire de la relation de l’auteur Antonina Armato, qui propose à son amoureux soit d’être ensemble soit une rupture. Le vidéoclip démontre des scènes alternant entre la chanteuse et des couples. Brenda K. Starr a également de nouveau interprété ce titre en espagnol sous le nom de Yo Creo En Ti en 1998. Cette version salsa, extraite de l’opus No Lo Voy A Olvidar, atteint la 20e place au Billboard Latin Tropical Airplay.

### Accueil
La chanson atteint la 13e place au Billboard Hot 100, devenant le seul et unique titre de Brenda K. Starr.
| Classement (1988)                                       | Meilleure position |
| ------------------------------------------------------- | ------------------ |
| États-Unis (Hot 100)                                    | 13                 |
| États-Unis (Adult Contemporary)                         | 14                 |
| États-Unis (Hot Latin Songs)                            | 10                 |
| Classement (1999)                                       | Meilleure position |
| US Tropical Song (Billboard) I Still Believe/Creo en Ti | 20                 |

| Classement (1988)            | Meilleure position |
| ---------------------------- | ------------------ |
| US Top Pop Songs (Billboard) | 93                 |

## Version de Mariah Carey
Singles de Mariah Carey
When You Believe
(1998) Heartbreaker
(1999)
Mariah Carey coproduit la version avec Stevie J et Mike Mason, pour sa première compilation Number 1's, sortie en 1998. Ce titre est le troisième extrait de cette compilation. Mariah Carey a repris la chanson pour rendre hommage à Brenda K. Starr, dont elle fut la choriste vers la fin des années 1980 et qui a permis de rencontrer Tommy Mottola, puis d’être signée sur le label Columbia Records. La chanson atteint la 4e place au Billboard Hot 100. Il est certifié disque de platine par la RIAA et atteint la 36e place au Billboard Hot 100 à la fin de l’année 1999.
Le vidéoclip démontre Mariah Carey en train de chanter pour l’armée américaine. Un vidéoclip pour le remix urban de cette chanson (le Damizza remix) est également réalisé. Celui-ci est dirigé par Mariah Carey elle-même. Il y dévoile Mariah Carey dans un petit village mexicain accompagné de Krayzie Bone de Bone Thugs-N-Harmony et Da Brat.
Il existe deux versions dites « urban » de la chanson, le I Still Believe (Stevie J. Clean Remix) avec Mocha & Amil, et le I Still Believe (Damizza Remix) avec  Krayzie Bone &  Da Brat, qui reprend des échantillons en provenance du titre Pure Imagination, du film Charlie et la Chocolaterie, paru en 1971. Les remixes club sont, quant à eux, réalisés par le disc-jockey David Morales.

### Formats et pistes
| CD single australien 1. I Still Believe (album version) – 3:55 2. I Still Believe (David Morales Remix edit) – 3:53 3. I Still Believ" (The Eve of Souls Mix) – 10:54 CD single européen 1. I Still Believe (album version) – 3:54 2. I Still Believe (Morales' Classic Club Mix edit) – 3:54 CD single américain 1. I Still Believe / Pure imagination (Damizza Remix edit featuring Krayzie Bone & Da Brat) – 4:32 2. I Still Believe (Morales' Classic Club Mix edit) – 3:53 CD maxi-single australien 1. I Still Believe (album version) – 3:55 2. I Still Believe (David Morales Remix edit) – 3:53 3. I Still Believe (The Eve of Souls Mix) – 10:54 4. I Still Believe / Pure imagination (Damizza Remix featuring Krayzie Bone & Da Brat) – 4:34 5. I Still Believe (Stevie J. Clean Remix featuring Mocha & Amil) – 5:06 CD maxi-single européen #1 1. I Still Believe (album version) – 3:54 2. I Still Believe (Morales' Classic Club Mix edit) – 3:53 3. I Still Believe (Morales' Classic Club Mix) – 9:02 4. I Still Believe (The Eve of Souls Mix) – 10:54 5. I Still Believe (The Kings Mix) – 8:04 6. I Still Believe (The Kings Mix instrumental) – 8:06 CD maxi-single européen #2 1. I Still Believe (album version) – 3:55 2. I Still Believe / Pure imagination (Damizza Remix featuring Krayzie Bone & Da Brat) – 4:32 3. I Still Believe (Stevie J. Remix featuring Mocha & Amil) – 5:05 4. I Still Believe (Stevie J. Clean Remix featuring Mocha & Amil) – 5:06 5. I Still Believe / Pure imagination (Damizza Remix a cappella featuring Krayzie Bone & Da Brat) – 4:32 | CD maxi-single japonais CD maxi-single américain 1. I Still Believe (album version) – 3:55 2. I Still Believe (Stevie J. Clean Remix featuring Mocha & Amil) – 5:06 3. I Still Believe (Morales' Classic Club Mix) – 9:02 4. I Still Believe / Pure imagination (Damizza Remix featuring Krayzie Bone & Da Brat) – 4:32 5. I Still Believe (The Kings Mix) – 8:04 CD maxi-single britannique #1 1. I Still Believe (Morales' Classic Club Mix) 2. I Still Believe (Morales' Classic Club Mix UK edit) 3. I Still Believe (The Eve of Souls Mix UK edit) CD maxi-single britannique #2 1. I Still Believe (album version) – 3:55 2. I Still Believe (Stevie J. Remix featuring Mocha & Amil) – 5:05 3. I Still Believe / Pure imagination (Damizza Remix featuring Krayzie Bone & Da Brat) – 4:32 Américain 2x12" vinyl single Face A 1. I Still Believe (Stevie J. Remix featuring Mocha & Amil) – 5:06 2. I Still Believe (Stevie J. Clean Remix featuring Mocha & Amil) – 5:05 3. I Still Believe (Stevie J. Remix Instrumental) – 5:00 Face B 1. I Still Believe / Pure imagination (Damizza Remix featuring Krayzie Bone & Da Brat) – 4:32 2. I Still Believe / Pure imagination (Damizza Remix instrumental) – 4:20 3. I Still Believe / Pure imagination (Damizza Remix a cappella featuring Krayzie Bone & Da Brat) – 4:32 4. I Still Believe (Stevie J. Remix A Cappella featuring Mocha & Amil) – 5:04 Face C 1. I Still Believe (Morales' Classic Club Mix) – 9:02 2. I Still Believe (The Eve of Souls Mix) – 10:54 Face D 1. I Still Believe (The Kings Mix) – 8:04 2. I Still Believe (The Kings Mix Instrumental) – 8:06 |

## Classements
| Classement (1999)                    | Meilleure position |
| ------------------------------------ | ------------------ |
| Australian Singles Chart             | 54                 |
| Belgian Singles Chart (Flandres)     | 48                 |
| Belgian Singles Chart (Wallonie)     | 25                 |
| Canadian Singles Chart               | 9                  |
| Dutch Singles Chart                  | 51                 |
| European Singles Chart               | 30                 |
| French Singles Chart                 | 33                 |
| German Singles Chart                 | 58                 |
| New Zealand Singles Chart            | 24                 |
| Spanish Singles Chart                | 7                  |
| Swiss Singles Chart                  | 31                 |
| UK Singles Chart                     | 16                 |
| US Billboard Hot 100                 | 4                  |
| US Billboard Pop Songs               | 21                 |
| US Billboard Hot R&B/Hip-Hop Songs   | 31                 |
| US Billboard Hot R&B/Hip-Hop Airplay | 331                |
| US Billboard Hot Dance Club Songs    | 1                  |
| US Billboard Adult Contemporary      | 8                  |